# Naseba Naruhodo Robotack
Naseba Naruhodo Robotack é uma canção de Hironobu Kageyama com o grupo LAMUSE lançada em single homônimo pela Nippon Columbia em 28 de fevereiro de 1998.

## Produção
A faixa-título foi produzida para ser a abertura da série de tokusatsu Tetsuwan Tantei Robotack. O lado B foi usado como image song na mesma série.
A composição do lado A ficou com Keiju Ishikawa, compositor de várias canções em trilhas sonoras de animes, mais conhecido no Brasil pela segunda abertura de Dragon Ball Z, "WE GOTTA POWER". As letras ficaram com Tamanosuke Oga, que escreveu músicas para outras obras de tokusatsu.
Os vocais do lado B ficaram com o grupo LAMUSE, composto por quatro seiyūs. A música foi composta por Yuka Matsumoto, que fez várias canções para a Sony.

## Legado
Kageyama incluiu a faixa-título em sua coletânea comemorativa Kage chan Pack ~Kimi to Boku no Daikoushin~, de 2018.
Ambas as faixas foram inclusas em álbuns comemorativos da série, como TV Eiga Tetsuwan Tantei Robotack Song Collection. A faixa-título também aparece em álbuns comemorativos de trilhas sonoras de tokusatsu, como Metal Hero Series 40th Anniversary Box - Sparkly Songs.

## Faixas
| N.º            | Título                                        | Letras         | Música           | Arranjo        | Duração |  |
| 1.             | "Naseba Naruhodo Robotack"                    | Tamanosuke Oga | Keiju Ishikawa   | K. Ishikawa    | 4:00    |  |
| 2.             | "Wonder Power Robotack!"                      | Yuka Matsumoto | Tatsushi Hattori | T. Hattori     | 3:31    |  |
| 3.             | "Naseba Naruhodo Robotack (Original Karaoke)" | instrumental   | K. Ishikawa      | K. Ishikawa    | 4:00    |  |
| 4.             | "Wonder Power Robotack! (Original Karaoke)"   | instrumental   | T. Hattori       | T. Hattori     | 3:31    |  |
| Duração total: | Duração total:                                | Duração total: | Duração total:   | Duração total: | 14:58   |  |